# شهرستان رندولف (میزوری)
شهرستان رندولف، میزوری (به انگلیسی: Randolph County, Missouri) یک سکونتگاه مسکونی در ایالات متحده آمریکا است که در میزوری واقع شده‌است.